# 亞歷山大·米洛舍維奇
亞歷山大·米洛舍維奇（瑞典語：Alexander Milošević；1992年1月30日—）是一位瑞典足球運動員。在場上的位置是中後衛。他現在效力於瑞典足球超級聯賽球隊AIK蘇納 。他也代表瑞典國家足球隊參賽。

## 榮譽

### 球會
AIK
- 瑞典足球超級聯賽：2018

### 國際賽
瑞典 U21
- 歐洲U-21足球錦標賽：2015

### 個人
- 瑞典足球超級聯賽 最佳新人：2011[3]